# Torneo Conde de Godó 2023
El Torneo Conde de Godó 2023 fue un evento de tenis del ATP Tour 2022 en la serie ATP 500. Se disputó en Barcelona, España en el complejo Real Club de Tenis Barcelona desde el 17 hasta el 23 de abril de 2023.

## Distribución de puntos
| Modalidad            | Campeón | Finalista | Semifinales | Cuartos de final | 2.ª ronda | 1.ª ronda | Clasificados | 2.ª ronda de clasificación | 1.ª ronda de clasificación |
| Individual masculino | 500     | 330       | 200         | 100              | 50        | 0         | 25           | 13                         | 0                          |
| Dobles masculino     | 500     | 300       | 180         | 90               | –         | –         | 45           | 25                         | 0                          |

## Cabezas de serie

### Individuales masculino
| Tenista              | Ranking | Preclasificado |
| Carlos Alcaraz       | 2       | 1              |
| Stefanos Tsitsipas   | 3       | 2              |
| Casper Ruud          | 4       | 3              |
| Jannik Sinner        | 8       | 4              |
| Frances Tiafoe       | 11      | 5              |
| Karen Khachanov      | 12      | 6              |
| Cameron Norrie       | 14      | 7              |
| Álex de Miñaur       | 19      | 8              |
| Lorenzo Musetti      | 21      | 9              |
| Alejandro Davidovich | 24      | 10             |
| Grigor Dimitrov      | 25      | 11             |
| Daniel Evans         | 28      | 12             |
| Roberto Bautista     | 29      | 13             |
| Denis Shapovalov     | 30      | 14             |
| Francisco Cerúndolo  | 33      | 15             |
| Yoshihito Nishioka   | 36      | 16             |

- Ranking del 10 de abril de 2023.[2]

### Dobles masculino
| Tenista                           | Ranking | Preclasificado |
| Wesley Koolhof Neal Skupski       | 2       | 1              |
| Rajeev Ram Joe Salisbury          | 7       | 2              |
| Marcelo Arévalo Jean-Julien Rojer | 12      | 3              |
| Nikola Mektić Mate Pavić          | 13      | 4              |

## Campeones

### Individual masculino
Carlos Alcaraz venció a  Stefanos Tsitsipas por 6-3, 6-4

### Dobles masculino
Máximo González /  Andrés Molteni vencieron a  Wesley Koolhof /  Neal Skupski por 6-3, 6-7(8-10), [10-4]